# Linus Karlsson
Linus Karlsson, född 16 november 1999 i Landsbro, är en svensk professionell ishockeyspelare som spelar för Vancouver Canucks i NHL.

## Klubbar
- Karlskrona HK J20, J20 Superelit (2017/2018 - 2018/2019)
- Karlskrona HK, SHL/Allsvenskan (2017/2018 - 2019/2020)
- BIK Karlskoga, Allsvenskan (2019/2020 - 2020/2021)
- Skellefteå AIK, SHL (2021/2022)
- Vancouver Canucks, NHL (2022/2023 - )